# Nasennebenhöhle

Nasennebenhöhlen (Sinus paranasales) des Menschen:
1. Stirnhöhle (Sinus frontalis) (grün)
2. Siebbeinzellen (Cellulae ethmoidales) (lila)
3. Keilbeinhöhle (Sinus sphenoidalis) (rot)
4. Kieferhöhle (Sinus maxillaris) (blau)

Die Nasennebenhöhlen (lateinisch Sinus paranasales) sind luftgefüllte Schleimhautaussackungen der Nasenhöhle, die sich zwischen die beiden Deckplatten (Tabula externa und interna) einiger Schädelknochen schieben. Da die Nasennebenhöhlen an die Nasenhöhle angeschlossen sind, werden sie dem Atmungsapparat zugeordnet.

## Aufbau

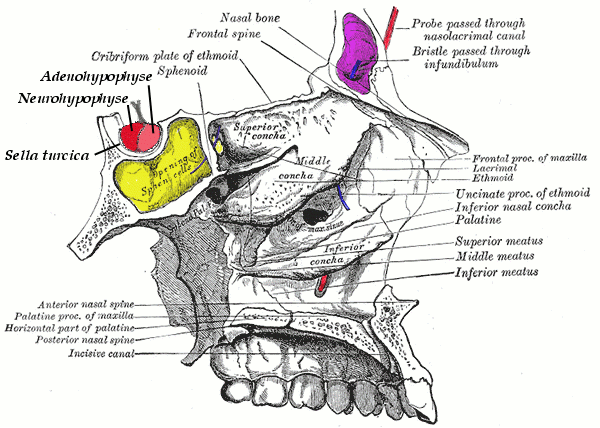
Anatomie der menschlichen Nasennebenhöhlen:
Sinus frontalis (lila)
Sinus sphenoidalis (gelb)
Sinus maxillaris (Zugang in Bildmitte)

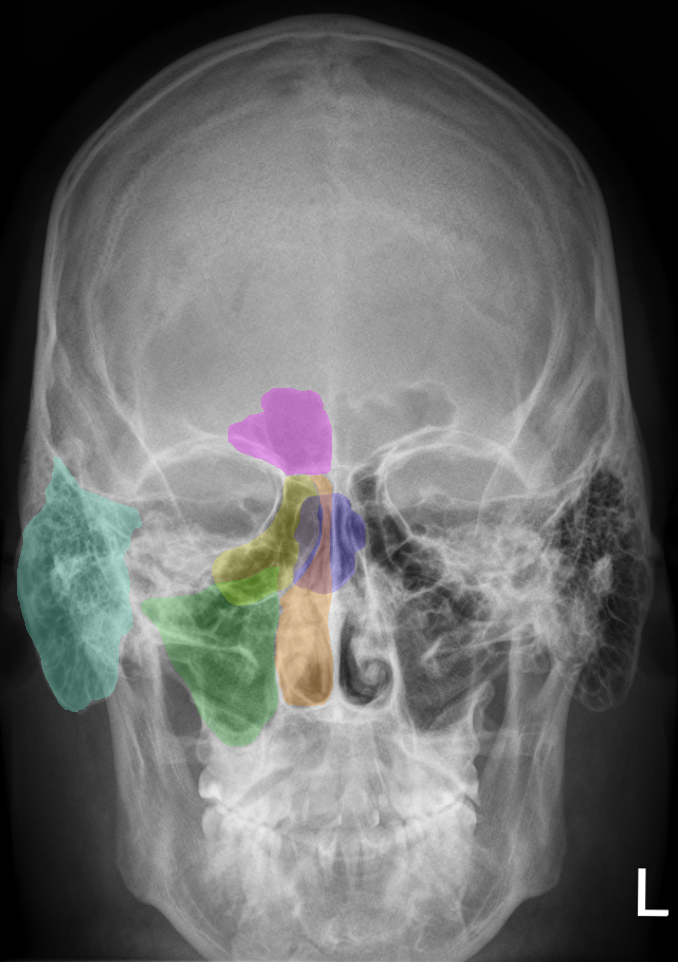
Nasenhöhle und Nasennebenhöhlen des Menschen im Röntgenbild des Menschen auf einer Seite farbig unterlegt.
orange: Cavum nasi
grün: Sinus maxillaris
gelb: Cellulae ethmoidales
lila: Sinus frontalis
blau: Sinus sphenoidalis
zyan: Processus mastoideus

Bei Säugetieren unterscheidet man, je nach dem jeweils pneumatisierten Schädelknochen, verschiedene Nasennebenhöhlen, wobei nicht bei jeder Spezies alle ausgebildet sein müssen:
- Kieferhöhle (Sinus maxillaris)
- Stirnhöhle (Sinus frontalis)
- Keilbeinhöhle (Sinus sphenoidalis)
- Siebbeinzellen (Cellulae ethmoidales)
- Tränenbeinhöhle (Sinus lacrimalis)
- Gaumenhöhle (Sinus palatinus)

Beim Menschen kommen Tränenbeinhöhle und Gaumenhöhle nicht vor.

## Funktion
Durch Durchtrittsstellen der Nebenhöhlen zur inneren Nase werden diese Knochen pneumatisiert, d. h. mit Luft befüllt. Der evolutionäre Vorteil dieser Bildungen besteht vermutlich in einer Vergrößerung des Schädels, ohne dass das Gewicht des Kopfes übermäßig erhöht wird. Die Nasennebenhöhlen befinden sich in Knochenteilen, die kaum oder gar nicht zugbelastet werden, deshalb bildet sich der Knochen in diesen Bereichen zurück. Entgegen früheren Vermutungen haben die Nasennebenhöhlen keine Funktion als Resonanzhöhlen zur Stimmbildung. 
Nach einer anderen These fungieren die Nasennebenhöhlen als „Knautschzonen“ im Schädelskelett, indem sie bei Gewalteinwirkungen auf das Gesicht die Aufprallenergie teilweise absorbieren. Dadurch werden Schäden an empfindlichen Weichteilen, insbesondere Augen und Gehirn, verringert.

## Entwicklung
Beim Menschen sind bei der Geburt nur die Siebbeinzellen ausgebildet. Kleinkinder können also noch keine Nebenhöhlenentzündung entwickeln, bei Beteiligung der Siebbeinzellen spricht man von der Rhinosinusitis der Kinder. Die Entwicklung der Stirnhöhlen beginnt nach dem ersten Lebensjahr, im 6. Lebensjahr sind sie etwa erbsengroß, die endgültige Größe erreichen sie erst mit Abschluss des Schädelwachstums (20.–25. Lebensjahr). Die Keilbeinhöhle beginnt sich nach dem 3.–6. Lebensjahr zu entwickeln. Die Kieferhöhlen entwickeln sich erst allmählich mit dem Durchbruch der bleibenden Zähne, also etwa ab dem 7. Lebensjahr, da der Oberkiefer zuerst die Zahnanlage der zweiten Zähne enthält.

## Erkrankungen
Da die Nasennebenhöhlen mit dem mittleren Nasengang (der deshalb auch als Sinusgang bezeichnet wird) in offener Verbindung stehen, können Erkrankungen der Nasenschleimhaut („Schnupfen“, siehe Rhinitis) auch auf die Nasennebenhöhlen übergreifen (Nasennebenhöhlenentzündung, Sinusitis).
Da die Schleimhaut der Nasennebenhöhlen relativ gering durchblutet ist und sie nur enge Zugänge (Ostia) haben, kann es schnell zu Sekretansammlungen in diesen Hohlräumen kommen. Die engen Zugänge, insbesondere wenn sie im Rahmen einer Rhinitis verschwollen sind, führen unter Umständen zu Schmerzen bei starken Druckveränderungen (Tauchen, Bergwandern, Fliegen). Eine Eiteransammlung in einem präformierten Hohlraum wird als Empyem bezeichnet. Zudem werden hier nicht so hohe Antibiotikaspiegel erreicht, so dass Infektionserreger hier ein besonderes Rückzugsgebiet finden. Nicht ausgeheilte Entzündungen der Nasennebenhöhlen können so zu ständig wiederkehrenden (rezidivierenden) Reinfektionen der Nasenhöhle führen.
Auch die Bildung von Nasenpolypen bei der chronisch-polypösen Nebenhöhlenentzündung nimmt meist von den Nebenhöhlen und nicht von der Nasenhöhle selbst ihren Ausgang.
Schließlich sei erwähnt, dass bei Tieren bestimmte Parasiten (z. B. Nasendassel und Nasenwurm, Linguatula serrata) sich bevorzugt in Nasennebenhöhlen ansiedeln.
Auch bei Vögeln treten umfangreiche Pneumatisierungen der Schädelknochen auf. Von größerer praktischer Bedeutung ist der Sinus infraorbitalis, dessen Wand nur aus Weichteilen besteht und der bei Eiteransammlungen zu deutlichen Anschwellungen unterhalb des Auges führt.